# Adalbert Ferdinánd porosz királyi herceg
Adalbert Ferdinánd porosz királyi herceg (németül: Prinz Adalbert Ferdinand von Preußen, teljes nevén Adalbert Ferdinand Berengar Viktor; Potsdam, 1884. július 14. – La Tour-de-Peilz, 1948. szeptember 22.) porosz királyi és német császári herceg, a Német Császári Haditengerészet tisztje.

## Élete
Adalbert Ferdinánd porosz királyi herceg 1884. július 14-én látott napvilágot a potsdami Marmorpalaisban II. Vilmos német császár (1859–1941) és Auguszta Viktória schleswig–holsteini hercegnő (1858–1921) harmadik gyermekeként. A családban a hét gyermekből mindössze egyetlen – az utolsónak született Viktória Lujza – volt leány. Adalbert Ferdinánd porosz herceget a porosz uralkodócsalád hagyományainak megfelelően evangélikus hitre keresztelték meg; névadója I. Vilmos német császár unokaöccse, Adalbert porosz herceg volt.
A herceg hűvös, a porosz szellem szerinti katonás légkörben nevelkedett a potsdami Neuen Palaisban, amit nagyban fokozott a német uralkodó fiaival szemben tanúsított nagybani szigora. Adalbert Ferdinánd herceg pályáját édesapja szabta meg, s ezt a császár már a névválasztással is jelezte: Adalbert porosz herceg a porosz flotta admirálisaként szolgált, nevéhez fűződik annak kiépítése és fejlesztése. Adalbert Ferdinánd és valamennyi fiútestvére a plöni Pinzenhausban végezte el gimnáziumi tanulmányait, ahol katonai oktatásban is részesültek. A gimnáziumi éveket követően a herceg a kieli tengerészeti akadémiára járt, hogy megszerezze a tengerészethez szükséges ismereteket. Ez idő alatt a kieli kikötőhöz közel lakott egy Seelust névre keresztelt villában. Az elméleti tudás elsajátítása után a herceg néhány külföldi tengeri úton is részt vett, melyek során ő képviselte édesapját többek között az athéni és a pekingi udvarban. 1901. augusztus–1902. március között a herceg az SMS Charlotte fedélzetén földközi-tengeri tanulmányúton volt, mely alatt tíz napos látogatást tett az oszmán szultánnál.
Akárcsak testvéreinek, Adalbert Ferdinándnak is szülei óhajtottak jövendőbelit választani. Első jelöltjük VIII. Frigyes dán király leánya, Dagmar dán királyi hercegnő (1890–1961) volt. A házasság olyannyira biztosnak látszott, hogy a dán és a német udvar már az esküvő részleteiről vitatkozott; a házassági terv végül mégsem valósult meg. 1914. augusztus 3-án, alig a háború kitörését követően a tengerparti Wilhelmshaven városában Adalbert Ferdinánd porosz herceg feleségül vette Adelheid szász–meiningeni hercegnőt (1891–1971). A szász–meiningeni uralkodócsalád több szállal is kötődött a porosz királyi házhoz; a férjhezmenetelekor huszonkét éves Adelheid hercegnő nagyanyja egy porosz hercegnő volt. Adalbert Ferdinánd herceg és felesége kapcsolata mindvégig harmonikus maradt, családi életüket boldogság jellemezte. Három gyermekük született, azonban az elsőszülött koraszülött voltánál egy napig sem élt:
- Viktória Marina (1915. szeptember 4.), csecsemőként elhalálozott
- Viktória Marina (1917–1981), férje Kirby William Patterson
- Vilmos Viktor (1919–1989), felesége gróf Marie Antoinette Hoyos, Stichsenstein bárónője.

Az első világháború alatt Adalbert Ferdinánd herceg eleinte az SMS Danzig cirkáló parancsnokaként szolgált, míg át nem került egy torpedónaszád élére, amit három évig irányított. Nem sokkal a háború vége előtt vezényelték át a flandriai frontra, ottani katonai tevékenységéért kitüntették. Felesége ezalatt a sebesült tengerészek számára két gyógyulásra alkalmat adó központot alapított, 1918 júliusában Berchtesgadenben otthont nyitott a tengerészek hozzátartozóinak. Novemberben a kieli matrózok lázadást robbantottak ki, mely végül a német forradalomhoz és a monarchia megdöntéséhez vezetett. Az esettől mélyen érintett Adalbert Ferdinánd herceg a következő év nyarán hagyta ott kieli otthonát feleségével és gyermekeivel. Bad Homburgban telepedtek le egy villában, amelyet a porosz herceg felesége után az Adelheidswerd névre kereszteltek. A következő néhány évben a család itt élt, de Adelheid hercegnő gyenge egészsége egyre gyakoribb és hosszabb ideig tartó svájci kúrákat kívántak. 1928-ban a família átköltözött az alpesi országba, így téve lehetővé a hercegnő állandó gyógykezelését. A család a gróf Lingen álnevet használta. Adalbert Ferdinánd herceg visszavonult, szerény életet élt, a német politikába egyáltalán nem szólt bele, több fivérével ellentétben a nemzetiszocializmust sem támogatta.
Adalbert Ferdinánd porosz királyi herceg 1948. szeptember 22-én hunyt el a svájci La Tour-de-Peilzben; itt is temették el. Özvegye jóformán minden kapcsolatot megszakított férje családjával. A hercegi pár mindkét életben maradt gyermekének születtek utódjai.